# Hartnid von Lichtenstein-Offenberg
Hartnid von Lichtenstein-Offenberg († 28. November 1298) war Bischof von Gurk.
Hartnid von Lichtenstein-Offenberg entstammte einem steirischen Adelsgeschlecht. Sein Vater Dietmar IV. war Bruder des bekannten Minnesängers Ulrich von Liechtenstein, seine Mutter Gertrud entstammt dem Geschlecht der Herren von Wildon. Er wurde Propst des Kollegiatkapitels von St. Virgilien in Friesach, Archidiakon von Kärnten und Pfarrer von Pöls. Am 19. Juli 1283 wurde er durch das Gurker Domkapitel aus einem Dreiervorschlag des Salzburger Erzbischofs zum Bischof von Gurk gewählt.
Er weilte die meiste Zeit in seiner Residenz in Straßburg und war bedacht, den Besitzstand seiner Kirche in jeder Hinsicht zu vergrößern. Am 4. Februar 1284 traf er sich mit Herzog Albrecht von Österreich in Judenburg, um die Konsekration des neuen Salzburger Erzbischofs beim Papst voranzutreiben. 1286 reiste er zum Reichstag nach Augsburg und wurde Zeuge einer durch König Rudolf für das Stift Heiligenkreuz ausgestellten Urkunde. Bei der feierlichen Herzogseinsetzung von Meinhard von Tirol auf dem Kärntner Zollfeld hielt Hartnid am 1. September 1286 in Maria Saal den Festgottesdienst. Im Jahr 1287 nahm Bischof Hartnid am Reichstag in Würzburg teil, am 7. November 1287 an der Synode in Salzburg.
Am 22. November 1287 ließ der Bischof das Grab der Hemma von Gurk öffnen und untersuchen, dies war der Beginn der Hemma-Verehrung in Kärnten.
Zwei Jahre später begleitete Hartnid den österreichischen Herzog Albrecht auf dessen Ungarn-Feldzug. Mit der Einnahme von Güns endete der Krieg.
Zu Ende seiner Regierungszeit wurde der Bischof in schwere Fehden verwickelt, die ihn in tiefe Schulden stürzten. Am 28. November 1298 verstarb er, er dürfte im Gurker Dom beigesetzt worden sein.